# Songs from a Room
Songs from a Room — другий студійний альбом канадського автора та виконавця пісень Леонарда Коена, представлений 24 березня 1969 року на лейблі Columbia Records.
Платівка досягла #2 позиції у британському чарті UK Albums Chart та #63 у американському чарті Billboard 200.

## Про альбом
Запис альбому розпочався у травні 1968 року у Голлівуді із продюсером Девідом Кросбі. Проте Коен невдовзі відмовився від співпраці із Кросбі і обрав Боба Джонстона для створення на Songs from a Room мінімалістичного «стартанського» звучання. Таким чином платівка найбільш близька до архетипу «ранній Коен». У 1990 році альбом була перевидано на CD.

### Пісні
- «Bird on the Wire», описана Коеном як «просто кантрі-пісня», стала однією із найбільш знакових у його репертуарі; пізніше її виконували багато музикантів, в тому числі Віллі Нельсон на триб'ют-альбомі Коену Tower of Song і Джонні Кешом на його акустичному альбомі American Recordings;
- «Story of Isaac» базується на історії із Старого Заповіту про те, як Авраам пожертував своїм сином Ісааком; пісня закінчується настановою батька про те, що більше не потрібно жертвувати дітьми, яка широко інтерпретувалась у зв'язку із критикою Війни у В'єтнамі;
- Текст композиції «The Partisan» написаний французькою співачкою Анною Марлі; пісня базується на поемі «La complainte du partisan» діяча Руху опору у Франції Емманюеля д'Астьє;

## Список композицій
| Перша сторона | Перша сторона                | Перша сторона |
| #             | Назва                        | Тривалість    |
| ------------- | ---------------------------- | ------------- |
| 1.            | «Bird on the Wire»           | 3:28          |
| 2.            | «Story of Isaac»             | 3:38          |
| 3.            | «A Bunch of Lonesome Heroes» | 3:18          |
| 4.            | «The Partisan»               | 3:92          |
| 5.            | «Seems So Long Ago, Nancy»   | 3:41          |

| Друга сторона | Друга сторона          | Друга сторона |
| #             | Назва                  | Тривалість    |
| ------------- | ---------------------- | ------------- |
| 1.            | «The Old Revolution»   | 4:50          |
| 2.            | «The Butcher»          | 3:22          |
| 3.            | «You Know Who I Am»    | 3:32          |
| 4.            | «Lady Midnight»        | 3:01          |
| 5.            | «Tonight Will Be Fine» | 3:53          |

| Додаткові композиції | Додаткові композиції                 | Додаткові композиції |
| #                    | Назва                                | Тривалість           |
| -------------------- | ------------------------------------ | -------------------- |
| 1.                   | «Like a Bird (Bird on the Wire)»     | 3:21                 |
| 2.                   | «Nothing to One (You Know Who I Am)» | 2:17                 |